# Okres Słupsk

Administrativní dělení okresu

Okres Słupsk (polsky Powiat słupski) je okres v polském Pomořském vojvodství. Rozlohu má 2294,41 km² a v roce 2019 zde žilo 98 686 obyvatel. Sídlem správy okresu je město Słupsk, které však není jeho součástí, ale tvoří samostatný městský okres.

## Gminy
Městská:
- Ustka

Městsko-vesnická:
- Kępice
- Kobylnica

Vesnické:
- Damnica
- Dębnica Kaszubska
- Główczyce
- Potęgowo
- Słupsk
- Smołdzino
- Ustka

## Města
- Kępice
- Kobylnica
- Ustka

## Sousední okresy
| Růžice kompasu |         |              |        | Růžice kompasu |
| Růžice kompasu | Sławno  | Sever        | Lębork | Růžice kompasu |
| Růžice kompasu | Sławno  | Okres Słupsk | Lębork | Růžice kompasu |
| Růžice kompasu | Sławno  | Jih          | Lębork | Růžice kompasu |
| Růžice kompasu | Košalín | Bytów        | Bytów  | Růžice kompasu |